# Nokia N95-3 NAM
Nokia N95-3 NAM – specjalna wersja telefonu Nokia N95, posiadająca podobne funkcje, ale ze zmianami w kilku ważnych elementach:
- Zwiększona pamięć RAM – zamiast 64 MB jest 128 MB co daje ok. 90 MB pamięci dostępnej dla użytkownika
- Dodanie obsługi sieci 3G o częstotliwości 2100 MHz

Telefon dostępny był jedynie na rynku amerykańskim.